# Шахта «Воргашорська»
ВАТ «Шахта "Воргашорська"» (рос. ОАО «Шахта "Воргашорская"») – одна з найбільших вугільних шахт сучасності, розташована у Печорському вугільному басейні на відстані 25 км від м. Воркути. Виробнича потужність в кінці XX ст. – 4,5 млн т вугілля на рік; пласт потужністю  3 м,  кут падіння  1…6°.  Глибина розробки 176 м.